# Zentrum für Albanologische Studien

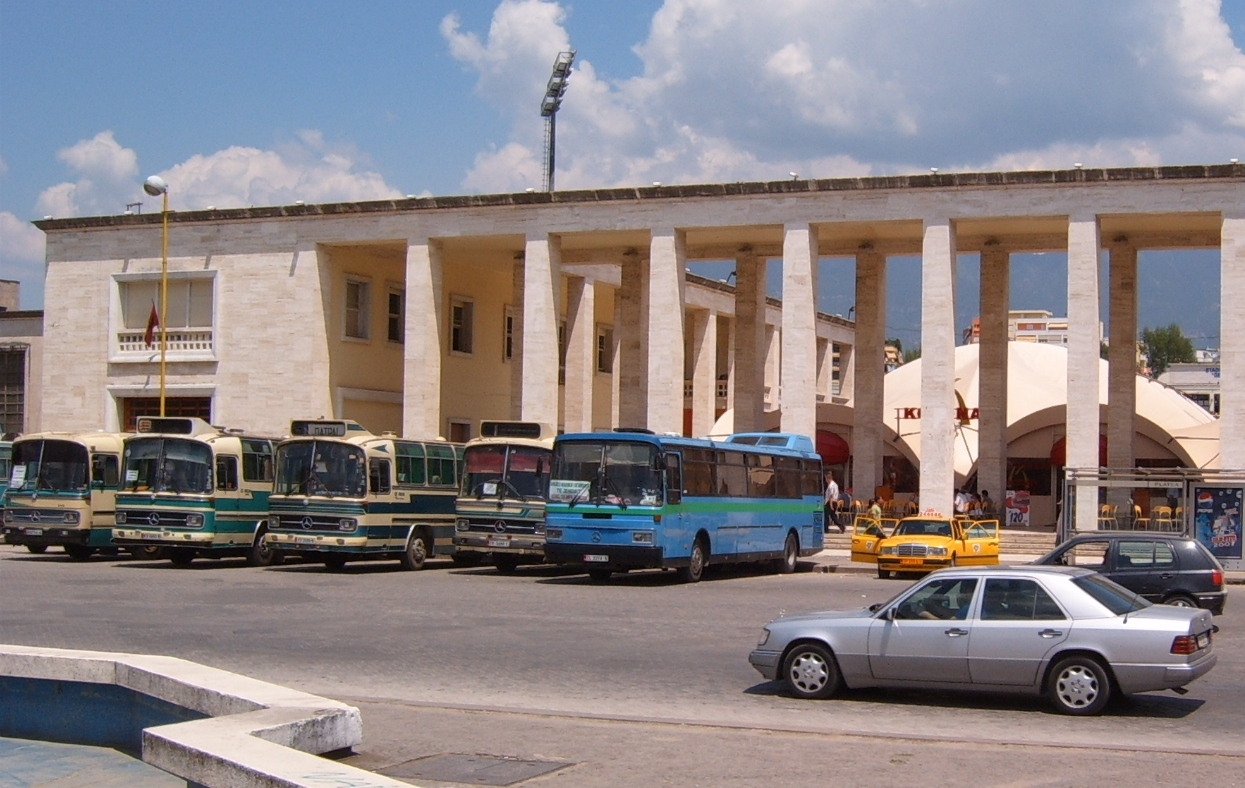
Das Zentrum für Albanologische Studien am Mutter-Teresa-Platz in Tirana

Das Zentrum für Albanologische Studien (albanisch Qendra e Studimeve Albanologjike, Aussprache: [ˈcɛnˌdɾa ˌɛ ˌstuˈdiˌmɛvɛ ˌalbanɔlɔˈɟikɛ], kurz QSU) ist eine der wichtigsten wissenschaftlichen Forschungsinstitutionen der albanischsprachigen Welt. Es wurde im Jahr 2007 durch die Regierung der Republik Albanien gegründet und hat seinen Sitz in der albanischen Hauptstadt Tirana in Nähe der Universität.

## Organisation

### Leitung
Die höchste Leitung besitzt der akademische Senat (alb. Senati Akademik), dem zwölf Wissenschaftler angehören.
Für die Verwaltung und Finanzielles ist die Kanzlei (alb. Kancelaria) verantwortlich, deren Vorsitz Arben Skënderi führt.
Der Kanzleivorsteher ist gleichzeitig Mitglied im Verwaltungsrat (alb. Këshilli i Administrimit), dem insgesamt sieben Wissenschaftler angehören. Vorsitzende des Verwaltungsrats ist Elvana Metalla. Der Verwaltungsrat ist ein gesetzgebendes Organ, das die Aktivitäten des Zentrums beobachtet und kontrolliert. Zu denen zählen unter anderem Management der Verwaltung, Finanzierung, Wirtschaft, Besitz usw.

### Struktur
Das Zentrum für Albanologische Studien wurde im Rahmen der Umstrukturierung und Modernisierung des albanischen Akademie- und Universitätssystem durch den Regierungsbeschluss Nr. 559 vom 22. August 2007 gegründet. Hierfür wurden das Anthropologisch-Künstlerische, das Archäologische, das Sprachlich-Literarische und das Historische Institut in einer Institution vereinigt. Auch das Wissenschaftliche Forschungsinstitut wurde dem Zentrum angeschlossen.

### Aufgaben
Das Zentrum für Albanologische Studien führt wissenschaftliche Forschungen in der Albanologie durch, genauer in den vier Gebieten der Kulturanthropologie/Kunstgeschichte, der Archäologie, der Sprachwissenschaft/Literatur und der Geschichtswissenschaft. Es werden Archive und Büchereien geleitet sowie Projekte und Studien durchgeführt. So wird beispielsweise seit 2010 an einer Albanischen Enzyklopädie gearbeitet.
Das Zentrum ist eine interuniversitäre Institution und bildet auch Master- und Doktor-Lehrgänge.